# Laurence Olivier Awards 1980
Die 5. Laurence Olivier Awards 1980 wurden in London vergeben, damals noch unter der Bezeichnung Society of West End Theatre Awards. Ausgezeichnet wurden Produktionen der Theatersaison 1979/80.

## Hintergrund
Der Laurence Olivier Award (auch Olivier Award) ist ein seit 1976 jährlich vergebener britischer Theater- und Musicalpreis. Er gilt als höchste Auszeichnung im britischen Theater und ist vergleichbar mit dem Tony Award am amerikanischen Broadway. Verliehen wird die Auszeichnung von der Society of London Theatre. Ausgezeichnet werden herausragende Darsteller und Produktionen einer Theatersaison, die im Londoner West End zu sehen waren. Die Auszeichnungen hießen zunächst Society of West End Theatre Awards und wurden 1985 zu Ehren des renommierten britischen Schauspielers Laurence Olivier in Laurence Olivier Awards umbenannt. Die Nominierten und Gewinner der Laurence Olivier Awards „werden jedes Jahr von einer Gruppe angesehener Theaterfachleute, Theaterkoryphäen und Mitgliedern des Publikums ausgewählt, die wegen ihrer Leidenschaft für das Londoner Theater“ bekannt sind.

## Gewinner und Nominierte
| Bestes neues Theaterstück | Bestes neues Musical |
| --- | --- |
| - Nicholas Nickleby von Charles Dickens, adaptiert von David Edgar – RSC im Aldwych Theatre - A Lesson from Aloes von Athol Fugard – Royal National Theatre - Duet for One von Tom Kempinski – Duke of York’s Theatre - The Dresser von Ronald Harwood – Queen’s Theatre | - Sweeney Todd – Theatre Royal Drury Lane - On the Twentieth Century – Her Majesty’s Theatre - They’re Playing Our Song – Shaftesbury Theatre - Tom Foolery – Criterion Theatre |
| Beste neue Comedy | |
| - Educating Rita von Willy Russell – Piccadilly Theatre - Born in the Gardens von Peter Nichols – Globe Theatre - Make and Break von Michael Frayn – Theatre Royal Haymarket - Sisterly Feelings von Alan Ayckbourn – London Coliseum | |
| Darsteller des Jahres Wiederaufnahme | Darstellerin des Jahres Wiederaufnahme |
| - Jonathan Pryce als Prince Hamlet in Hamlet – Royal Court Theatre - Michael Gambon als Galileo Galilei in Life of Galileo – Royal National Theatre - Alec McCowen als Arthur Gosport in Harlequinade und als Andrew Crocker-Harris in The Browning Version – Royal National Theatre - Bob Peck als Iago in Othello – RSC im Aldwych Theatre                                | - Judi Dench als Juno Boyle in Juno and the Paycock – RSC im Aldwych Theatre - Maria Aitken als Amanda Prynne in Private Lives – Duchess Theatre - Geraldine McEwan als Edna Gosport in Harlequinade und als Millie Crocker-Harris in The Browning Version – Royal National Theatre - Susan Tracy als Anna Christie in Anna Christie – RSC im Donmar Warehouse |
| Darsteller des Jahres Theaterstück | Darstellerin des Jahres Theaterstück |
| - Roger Rees als Nicholas Nickleby in Nicholas Nickleby – RSC im Aldwych Theatre - Tom Courtenay als Norman in The Dresser – Queen’s Theatre - David Schofield als John Merrick in The Elephant Man – Royal National Theatre - Paul Scofield als Antonio Salieri in Amadeus – Royal National Theatre                                                                        | - Frances de la Tour als Stephanie Anderson in Duet for One – Duke of York’s Theatre - Shelagh Holliday als Gladys Bezuidenhout in A Lesson from Aloes – Royal National Theatre - Glenda Jackson als Rose in Rose – Duke of York’s Theatre - Joan Plowright als Connie Craven in Enjoy – Vaudeville Theatre                                                    |
| Bester Hauptdarsteller Musical | Beste Hauptdarstellerin Musical |
| - Denis Quilley als Sweeney Todd in Sweeney Todd – Theatre Royal Drury Lane - Tom Conti als Vernon Gersch in They’re Playing Our Song – Shaftesbury Theatre - John Diedrich als Curly McLain in Oklahoma – Palace Theatre - Denis Lawson als Joey Evans in Pal Joey – Albery Theatre                                                                                        | - Gemma Craven als Sonia Walsk in They’re Playing Our Song – Shaftesbury Theatre - Sheila Hancock als Mrs. Lovett in Sweeney Todd – Theatre Royal Drury Lane - Julia McKenzie als Lily Garland in On The Twentieth Century – Her Majesty’s Theatre - Sian Phillips als Vera Simpson in Pal Joey – Albery Theatre                                               |
| Beste Comedy-Darbietung | |
| - Beryl Reid als Maud in Born in the Gardens – Globe Theatre - Edward Duke als Reginald Jeeves in Jeeves Takes Charge – Fortune Theatre - Ben Kingsley als Master Frank Ford in The Merry Wives of Windsor – RSC im Aldwych Theatre - Julie Walters als Susan "Rita" White in Educating Rita – Piccadilly Theatre                                                           | |
| Bester Nebendarsteller Theaterstück | Beste Nebendarstellerin Theaterstück |
| - David Threlfall als Angry Fellow und Smike in Nicholas Nickleby – RSC im Aldwych Theatre - Simon Callow als Wolfgang Amadeus Mozart in Amadeus – Royal National Theatre - Edward Petherbridge als Newman Noggs in Nicholas Nickleby – RSC im Aldwych Theatre - John Rogan als Joxer Daly in Juno and the Paycock – RSC im Aldwych Theatre                                 | - Suzanne Bertish als Fanny Squeers in Nicholas Nickleby – RSC im Aldwych Theatre - Lynn Dearth als Electra in The Greeks – RSC im Aldwych Theatre - Prunella Scales als Mrs. Rogers in Make and Break – Theatre Royal Haymarket - Susan Tracy als Natasha Ivanova in Three Sisters – RSC im Donmar Warehouse                                                  |
| Bester Newcomer Theaterstück | |
| - Edward Duke für Erstellung, Anpassung und Aufführung in verschiedenen Rollen in Jeeves Takes Charge – Fortune Theatre - Alfred Molina als Jud Fry in Oklahoma – Palace Theatre - Gavin Richards für Erstellung, Anpassung und Aufführung als Maniac in Accidental Death of an Anarchist – Wyndham’s Theatre - Robert Walker für die Leitung von Pal Joey – Albery Theatre | |
| Beste Regie | |
| - John Caird und Trevor Nunn für Nicholas Nickleby – RSC im Aldwych Theatre - John Barton für The Greeks – RSC im Aldwych Theatre - John Dexter für Life of Galileo – Royal National Theatre - Peter Hall für Amadeus – Royal National Theatre | |
| Bestes Bühnenbild | |
| - Dermot Hayes und John Napier für Nicholas Nickleby – RSC im Aldwych Theatre - John Bury für Amadeus – Royal National Theatre - John Gunter für Juno and the Paycock – RSC im Aldwych Theatre - Jocelyn Herbert für Life of Galileo – Royal National Theatre | |
| Herausragende Leistungen Ballett | |
| - Gloria von The Royal Ballet – Royal Opera House - Gaîté Parisienne von Ballet of the 20th Century – London Coliseum - Rhapsody von The Royal Ballet – Royal Opera House - Sphinx von London Festival Ballet – London Coliseum | |
| Herausragende Leistungen Oper | |
| - Così fan tutte, English National Opera – London Coliseum - Julius Caesar, English National Opera – London Coliseum - The Turn of the Screw, English National Opera – London Coliseum - The Turn of the Screw, Kent Opera – Sadler’s Wells | |
| Herausragender Newcomer Oper oder Ballett | |
| - Rosalind Plowright in The Turn of the Screw, English National Opera – London Coliseum - Felicity Lott in Così fan tutte, English National Opera – London Coliseum - Michael Pink für die Choreografie von 1914, London Festival Ballet – Royal Festival Hall - Roland Price in Danses concertantes, The Royal Ballet – Sadler’s Wells                                     | |

## Sonderpreise
| Kategorie                         | Preisträger      |
| --------------------------------- | ---------------- |
| Sonderpreis der Society of London | Ralph Richardson |

## Statistik

### Mehrfache Nominierungen
- 7 Nominierungen: Nicholas Nickleby
- 4 Nominierungen: Amadeus
- 3 Nominierungen: Juno and the Paycock, Life of Galileo, Pal Joey, Sweeney Todd und They’re Playing Our Song
- 2 Nominierungen: A Lesson from Aloes, Born in the Gardens, Così fan tutte, Duet for One, Educating Rita, Harlequinade, Jeeves Takes Charge, Make and Break, Oklahoma, On the Twentieth Century, The Browning Version, The Dresser, The Greeks und The Turn of the Screw

### Mehrfache Gewinne
- 6 Gewinne: Nicholas Nickleby
- 2 Gewinne: Sweeney Todd